# Actinodaphne multiflora
Actinodaphne multiflora là loài thực vật có hoa trong họ Nguyệt quế. Loài này được Benth. miêu tả khoa học đầu tiên năm 1843.